# Hildegard Wegscheider

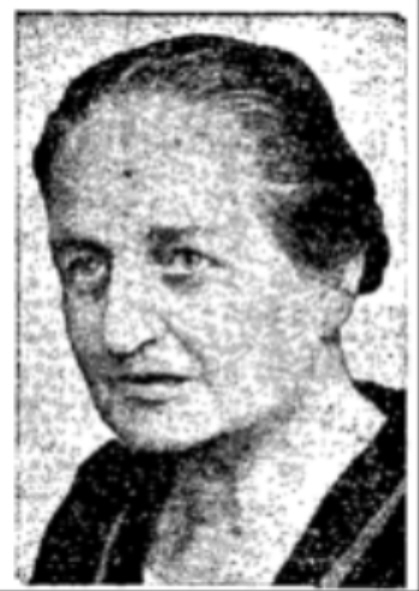
Hildegard Wegscheider

Hildegard Ziegler als junge Frau

Hildegard Caroline Sophie Wegscheider, geborene Ziegler (* 2. September 1871 in Berlin; † 4. April 1953 ebenda) war eine deutsche Lehrerin, Schulreformerin, Politikerin (SPD) und Frauenrechtlerin.

## Leben
Die Pfarrerstochter Hildegard Ziegler besuchte die Höhere Töchterschule in Liegnitz und bestand nach einem Pensionatsjahr in Lausanne das Lehrerinnenexamen. Sie studierte ab 1893 in Zürich, weil sie dort auch ohne Abitur zugelassen wurde. Gleichzeitig legte sie mit einer Sondergenehmigung im Jahr 1895 ihr Abitur am Königlich Katholischen Gymnasium zu Hedingen bei Sigmaringen ab. Damit war sie die erste Frau im Königreich Preußen, die diese Prüfung erfolgreich absolvierte. In Berlin nicht zugelassen, promovierte sie im August 1897 in Halle zum Dr. phil. und war damit eine der ersten Frauen, die an einer deutschen Universität den Doktorgrad erwarb. Sie war Dozentin an der Humboldt-Akademie in Berlin und Lehrerin an Gymnasialkursen. Zu ihren Schülerinnen gehörte u. a. Margarete Bieber. Sie heiratete im Jahr 1899 den Arzt Max Wegscheider (1866–1928) und hatte mit ihm zwei Söhne, während der Ehe hatte sie Berufsverbot; die Ehe wurde 1906 geschieden. Sie gründete 1900 die erste private Schule mit gymnasialem Unterricht für Mädchen in Charlottenburg bei Berlin. Nachdem Wegscheider in Kiel das Staatsexamen für Gymnasiallehrer bestanden hatte, war sie ab 1908 Oberlehrerin in Bonn.
Wegscheider gehörte von 1919 bis 1921 für die SPD der verfassunggebenden preußischen Landesversammlung an und war seit 1921 Abgeordnete im Preußischen Landtag. Außerdem war sie Vorstandsmitglied des 1919 neu gegründeten Bundes Entschiedener Schulreformer.
Später kehrte Wegscheider von 1920 bis 1933 als Oberschulrätin in Berlin in den Schuldienst zurück. Mit der Machtergreifung der Nationalsozialisten 1933 wurde sie aus allen Ämtern entfernt. Sie verdiente dann ihren Lebensunterhalt als Privatlehrerin. Zugleich engagierte sie sich in einem kleinen Kreis Oppositioneller im Widerstand gegen den Nationalsozialismus. Dieser Kreis hielt bis 1939 fest zusammen. Auch danach half Wegscheider politisch Verfolgten und Juden dabei unterzutauchen.
Im März 1949 beteiligte sich Wegscheider aktiv am Internationalen Frauentag und erläuterte dabei, wie ihr zunächst von Heinrich von Treitschke die Immatrikulation in Berlin verwehrt wurde, so dass sie gezwungen war, ihr Studium in Halle aufzunehmen.

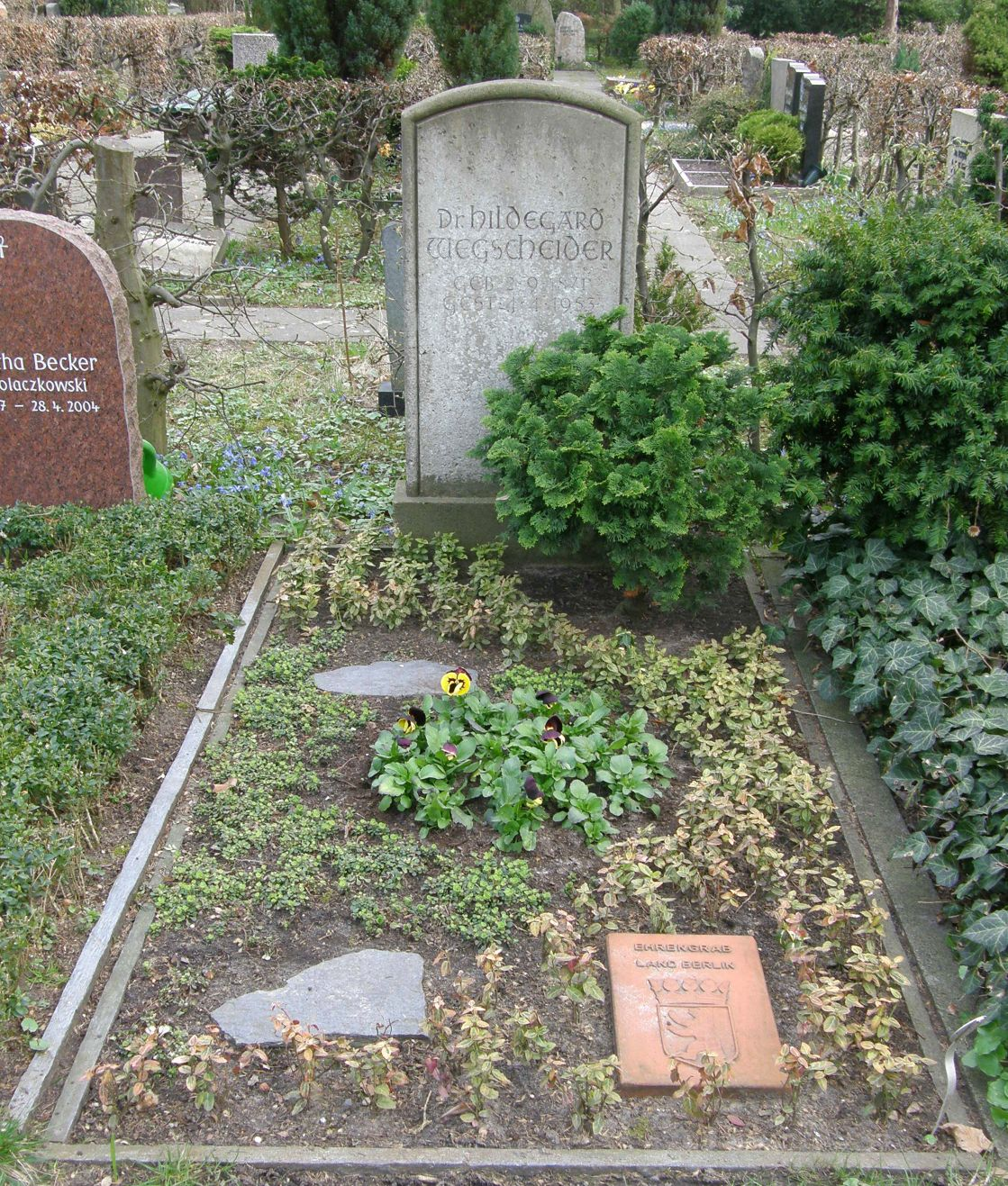
Friedhof Wilmersdorf in Berlin; Grab von Hildegard Wegscheider (Ehrengrab des Landes Berlin)

Im Februar 1953 erhielt sie als eine der ersten Frauen aufgrund ihres sozialen Engagements, ihrer Leistung und ihres Mutes, die erste Frau Preußens mit Abitur zu werden, das Bundesverdienstkreuz 1. Klasse. Sie wurde auf dem Friedhof Wilmersdorf beigesetzt, wo sie ein Ehrengrab in der Abt. C7-3-12 erhielt.

## Würdigungen
- In Berlin-Grunewald ist das Hildegard-Wegscheider-Gymnasium nach ihr benannt.
- In Röttgen (Bonn) wurde nach ihr die Hildegard-Wegscheider-Straße benannt.[2]
- Mit dem Erstausgabetag 2. September 2021 gab die Deutsche Post AG ein Sonderpostwertzeichen im Nennwert von 95 Eurocent heraus. Der Entwurf stammt von den Grafikern Iris Utikal und Michael Gais aus Köln.[3]

## Veröffentlichungen
- Chronicon Carionis: ein Beitrag zur Geschichtsschreibung des 16. Jahrhunderts, Halle (M. Niemeyer), 1898 phil. Diss. (=Hallesche Abhandlungen zur neueren Geschichte 35)
- Die arbeitende Frau und der Alkohol. Deutscher Arbeiter-Abstinentenbund, Berlin 1904.
- Die Frau und Mutter als Vorkämpferin gegen den Alkoholismus. Vortrag gehalten auf dem III Deutschen Abstinententag in Dresden. „Alkoholgegner“, Reichenberg 1905.
- An unsere Frauen. In: Die Frau im demokratischen Staat. Verlag „Das Volk“,  Berlin 1946.
- Weite Welt im engen Spiegel. Erinnerungen. Arani, Berlin-Grunewald 1953.